# Martin Vrábel
Martin Vrábel (* 21. September 1955 in Prešov) ist ein ehemaliger slowakischer Langstreckenläufer.
Achtmal wurde er tschechoslowakischer Meister über 10.000 m (1981, 1982, 1984–1989) und zweimal über 5000 m.
1987 gewann er den Dębno-Marathon und wurde bei den Leichtathletik-Weltmeisterschaften in Rom Sechster über 10.000 m und Zwölfter im Marathon. Im Jahr darauf siegte er beim Hamburg-Marathon, erreichte aber bei den Olympischen Spielen in Seoul weder in der Vorrunde des 10.000-Meter-Laufs noch im Marathon das Ziel. 1989 wurde er Siebter beim Rotterdam-Marathon, Zweiter bei den 25 km von Berlin und Dritter in Hamburg. 
1991 wurde er Zweiter beim Houston-Marathon und kam beim Marathon der Weltmeisterschaften in Tokio auf den 24. Platz. Bei den Halbmarathon-Weltmeisterschaften 1992 im Rahmen des Great North Runs belegte er den 75. Platz. Im Jahr darauf siegte er beim Madrid-Marathon und lief beim Marathon der Weltmeisterschaften in Stuttgart, nun für die Slowakei startend, auf Rang 35 ein.

## Persönliche Bestleistungen
- 3000 m: 7:55,97 min, 20. August 1984, Budapest
- 5000 m: 13:39,5 min, 13. Juni 1982, Gateshead
- 10.000 m: 28:05,59 min, 29. August 1987, Rom
- 10-km-Straßenlauf: 29:13 min, 5. Juni 1991, Kopenhagen
- Stundenlauf: 19.836 m, 25. September 1980, Ostrava (aktueller slowakischer Rekord)
- Halbmarathon: 1:04:39 h, 20. September 1992, South Shields
- 25-km-Straßenlauf: 1:15:10 h, 7. Mai 1989, Berlin (aktueller slowakischer Rekord)
- Marathon: 2:12:40 h, 20. Januar 1991, Houston